# چرخ لنگر
چرخ طیار (به انگلیسی: flywheel) یک وسیلهٔ مکانیکی گردان سنگین است که برای ذخیره‌سازی انرژی دورانی به کار می‌رود. چرخ لنگرها دارای گشتاور لختی بالایی هستند و بنابراین در برابر تغییر سرعت دورانی مقاومت می‌کنند. میزان انرژی ذخیره‌شده در یک چرخ لنگر با توان دوم سرعت دورانی آن متناسب است. برای انتقال انرژی به چرخ لنگر به آن گشتاور اعمال می‌کنند که موجب بالا رفتن سرعت دورانی و در نتیجه بالا رفتن انرژی ذخیره‌شده در آن می‌شود؛ و در حالت معکوس، چرخ لنگر می‌تواند انرژی گردشی را به بار مکانیکی منتقل کند که موجب پایین آمدن سرعت دورانی آن خواهد شد.

## کاربرد
سه کاربرد مهم چرخ لنگر عبارتند از:
- فراهم‌آوردن انرژی پیوسته هنگامی که منبع انرژی ناپیوسته‌است. برای نمونه چرخ لنگرهایی که در موتورهای رفت و برگشتی استفاده می‌شوند چنین کاربردی دارند، زیرا گشتاور حاصل از موتور ناپیوسته‌است.
- انتقال انرژی با سرعتی که از عهدهٔ یک منبع انرژی پیوسته بر نمی‌آید. برای اینکار انرژی را در طول زمان در چرخ لنگر ذخیره می‌کنند و سپس به صورت ناگهانی آن را آزاد می‌کنند.
- برای کنترل جهت یک سامانهٔ مکانیکی. در چنین کاربردهایی تکانهٔ زاوایه‌ای چرخ لنگر را هنگام انتقال انرژی به/از چرخ لنگر عمداً به بار منتقل می‌کنند.

انرژی یک Flywheel با سرعت بالا (حداکثر تا ۶۰ هزار دور در دقیقه) دارای قدرت تخریب زیادی است. انرژی یک Flywheel یک کیلو وات ساعتی، قادر است خودرویی با اندازه متوسط را بیشتر از ۱۰۰ فوت به‌طور عمودی در هوا بلند کند. در نتیجه، قسمت چرخنده آن باید در محفظه‌ای محافظ، محبوس شود.
۳نکته که باید برای طراحی چرخ طیارها در خودروی هیبریدی مد نظر گرفته شود، عبارتند از:
- احتمال شکستگی روتور و برخورد با محفظه آن به هنگام حرکت یا بر اثر تصادف.
- اثر ژیروسکپی Flywheel می‌تواند سبب واژگونی خودرو به هنگام چرخش مسیر شود.
- شوک ناشی از مسیر جاده، می‌تواند بر عملکرد Flywheel تأثیر بگذارد.

به دلیل قدرت بالای مورد نیاز برای چرخ طیارها در حالت اتوماتیک، ولتاژ مورد نیاز بسیار زیاد و معمولاً در حدود ۳۰۰ تا ۵۰۰ ولت است. این ولتاژ بالا، ممکن است باعث وارد شدن شوک الکتریکی به راننده، سرنشینان و تعمیرکاران شود. برای ساختن Flywheel مطمئن، باید اثرات هر یک از اجزای دیگر خودرو و خصوصیات سیستم در نظر گرفته شود.

## جنس
چرخ لنگرها معمولاً از فولاد ساخته می‌شوند و بر روی یاتاقان‌های معمولی گردش می‌کنند؛ چنین چرخ لنگرهایی معمولاً سرعتی محدود به چندهزار دور بر دقیقه دارند. برخی از چرخ لنگرهای نوین از الیاف کربنی ساخته شده‌اند و از یاتاقان‌های مغناطیسی بهره می‌برند که موجب می‌شود بتوانند تا سرعت‌هایی نزدیک به ۶۰٬۰۰۰ دور بر دقیقه به چرخش درآیند.